# Средностепенна стойност
Средностепенна стойност (СС) или средностепенно  е вид средна стойност на набор от числа в математиката, която се получава чрез повдигане на всички числа на степен {\displaystyle s}, намиране на средноаритметичната стойност на тези {\displaystyle s}-ти степени и взимане на {\displaystyle s}-ия корен от тази средна стойност. Тя обобщава средните стойности, известни от питагорейците като архимедови средни: аритметична, геометрична, квадратична и хармонична, чрез въвеждане на параметъра {\displaystyle s}. Затова в чуждоезичната литература се нарича още средно обобщено и генерализирано средно. Във връзка с неравенствата на Хьолдер и Минковски средностепенното също има имената средно на Хьолдер (Ото Хьолдер, 1859 – 1937) и средно на Минковски (Херман Минковски, 1864 – 1909).
Обозначава се с различни символи: {\displaystyle C_{s}(x),A_{d}(x),H_{p}(x),M_{p}(x),m_{p}(x),\mu _{p}(x)} и др.
Средностепенното е частен случай на средното квазиаритметично, известно още като „средно на Колмогоров“ (на руски: среднее Колмогорова).
Разновидност на средностепенното е претегленото средностепенно.

## Определение
Ако {\displaystyle x_{1},x_{2},\dots ,x_{n}} е набор от положителни реални числа и {\displaystyle s} е ненулево реално число, тогава средностепенната стойност с показател {\displaystyle s} на набора от числа е: 
{\displaystyle C_{s}(x_{1},\dots ,x_{n})={\sqrt[{S}]{\frac {x_{1}^{s}+x_{2}^{s}+\dots +x_{n}^{s}}{n}}}={\sqrt[{S}]{\frac {\sum \limits _{i=1}^{n}x_{i}^{s}}{n}}}=\left({\frac {1}{n}}\sum _{i=1}^{n}x_{i}^{s}\right)^{{1}/{s}}.}
Ако числата от набора {\displaystyle x_{i}} са умножени с поредица от положителни тегла {\displaystyle w_{i}}, се дефинира понятието средностепенно претеглено:
{\displaystyle CW_{s}(w_{1}x_{1},w_{2}x_{2},\dots ,w_{n}x_{n})={\sqrt[{S}]{\frac {x_{1}^{s}+x_{2}^{s}+\dots +x_{n}^{s}}{w_{1}+w_{2}+\dots +w_{n}}}}={\sqrt[{S}]{\frac {\sum \limits _{i=1}^{n}x_{i}^{s}}{\sum \limits _{i=1}^{n}w_{i}}}}=\left({\frac {\sum \limits _{i=1}^{n}w_{i}x_{i}^{s}}{\sum \limits _{i=1}^{n}w_{i}}}\right)^{{1}/{s}}}

## Частни случаи
Средностепенните стойности за {\displaystyle s=0,\pm 1,2} и {\displaystyle \pm \infty } имат свои собствени имена: 
- {\displaystyle C_{1}(x_{1},\ldots ,x_{n})=CA={\frac {x_{1}+x_{2}+\cdots +x_{n}}{n}}} се нарича средно аритметично;

(с други думи: средноаритметичното на {\displaystyle n} числа е тяхната сума, разделена на {\displaystyle n})
- {\displaystyle C_{0}(x_{1},\ldots ,x_{n})=\lim _{s\to 0}C_{s}(x_{1},\dots ,x_{n})=CG={\sqrt[{n}]{x_{1}x_{2}\cdots x_{n}}}} е средно геометрично;

(с други думи: средното геометрично на {\displaystyle n} числа е {\displaystyle n}-ия корен от произведението на тези числа)
- {\displaystyle C_{-1}(x_{1},\ldots ,x_{n})=CX={\frac {n}{{\frac {1}{x_{1}}}+{\frac {1}{x_{2}}}+\cdots +{\frac {1}{x_{n}}}}}} се нарича средно хармонично.

(с други думи: средната хармонична стойност на числата е реципрочната на средната аритметична на техните реципрочни стойности)
- {\displaystyle C_{2}(x_{1},\ldots ,x_{n})=CK={\sqrt {\frac {x_{1}^{2}+x_{2}^{2}+\cdots +x_{n}^{2}}{n}}}} се нарича средноквадратично, известно също със съкращението RMS (на английски: Root mean square).

В статистическата практика се използват и средностепенни от трети и по-високи редове. Най-често срещаните от тях са средните кубични и средните биквадратични стойности:
- {\displaystyle C_{3}(x_{1},\ldots ,x_{n})=CQ={\sqrt[{3}]{\frac {x_{1}^{3}+x_{2}^{3}+\cdots +x_{n}^{3}}{n}}}} се нарича среднокубично
- {\displaystyle C_{4}(x_{1},\ldots ,x_{n})=CBK={\sqrt[{4}]{\frac {x_{1}^{4}+x_{2}^{4}+\cdots +x_{n}^{4}}{n}}}} се нарича среднобиквадратично

Минималното и максималното число от набор от положителни числа се изразяват като средните степени {\displaystyle -\infty } и {\displaystyle +\infty } на тези числа:
{\displaystyle \operatorname {min} \{x_{1},\ldots ,x_{n}\}=C_{-\infty }(x_{1},\ldots ,x_{n})=\lim _{s\to -\infty }C_{s}(x_{1},\dots ,x_{n});}
{\displaystyle \operatorname {max} \{x_{1},\ldots ,x_{n}\}=C_{+\infty }(x_{1},\ldots ,x_{n})=\lim _{s\to \infty }C_{s}(x_{1},\dots ,x_{n}).}

## Свойства
За редицата от положителни реални числа {\displaystyle x_{1},x_{2},\dots ,x_{n}} са валидни следните свойства: 
- Всяко средностепенно винаги се намира между най-малката и най-голямата стойност на {\displaystyle x}:

{\displaystyle \min(x_{1},\dots ,x_{n})\leq C_{s}(x_{1},\dots ,x_{n})\leq \max(x_{1},\dots ,x_{n})}.
- Всяка средностепенна стойност е симетрична функция на своите аргументи; пермутирането на аргументите на средностепенното не променя неговата стойност:

{\displaystyle C_{s}(x_{1},\dots ,x_{n})=C_{s}(P(x_{1},\dots ,x_{n}))}, където {\displaystyle P} е пермутационен оператор.
- Като повечето средства, средностепенната стойност е хомогенна функция на своите аргументи {\displaystyle x_{1},x_{2},\dots ,x_{n}}. Тоест, ако {\displaystyle b} е положително реално число, тогава средностепенна стойност с показател {\displaystyle s} на числата {\displaystyle b\cdot x_{1},b\cdot x_{1},\dots ,b\cdot x_{n}} е равна на {\displaystyle b} пъти средностепенното на числата {\displaystyle x_{1},x_{2},\dots ,x_{n}}:

{\displaystyle C_{s}(bx_{1},\dots ,bx_{n})=b.C_{s}(x_{1},\dots ,x_{n}).}
- Подобно на квазиаритметичните средни стойности, изчисляването на средностепенната стойност може да бъде разделено на изчисления на еднакви по размер подблокове. Това позволява използването на алгоритъм „разделяй и владей“ за изчисляване на средните стойности, когато е желателно:

{\displaystyle C_{s}(x_{1},\dots ,x_{n\cdot k})=C_{s}\left[C_{s}(x_{1},\dots ,x_{k}),C_{s}(x_{k+1},\dots ,x_{2\cdot k}),\dots ,C_{s}(x_{(n-1)\cdot k+1},\dots ,x_{n\cdot k})\right]}.

### Обобщено неравенство на средните
Като цяло, ако {\displaystyle s<q}, тогава
{\displaystyle C_{s}(x_{1},\dots ,x_{n})\leq C_{q}(x_{1},\dots ,x_{n})}
и двете средни са равни тогава и само тогава ако x1 = x2 = ... = xn.
Неравенството е вярно за реални стойности на {\displaystyle s} и {\displaystyle q}, както и за положителни и отрицателни стойности за безкрайност. То следва от факта, че за всички реални {\displaystyle s},
{\displaystyle {\frac {\partial }{\partial s}}C_{s}(x_{1},\dots ,x_{n})\geq 0,}
което може да се докаже с помощта на неравенството на Йенсен.
По-специално, за {\displaystyle s} в {−1, 0, 1}, средностепенното предполага неравенството на Питагоровите средни (на украински: Піфагорові середні), както и неравенството на средните аритметични и геометрични:
{\displaystyle C_{-\infty }(x_{i})\leq C_{-1}(x_{i})\leq C_{1}(x_{i})\leq C_{2}(x_{i})\leq C_{3}(x_{i})\leq C_{4}(x_{i})\leq C_{\infty }(x_{i})}, {\displaystyle i=1,\dots ,n}, или
{\displaystyle \min(x_{1},\ldots ,x_{n})\leq {\bar {x}}_{\mathrm {harm} }\leq {\bar {x}}_{\mathrm {geom} }\leq {\bar {x}}_{\mathrm {aritm} }\leq {\bar {x}}_{\mathrm {kvadr} }\leq {\bar {x}}_{\mathrm {qubich} }\leq {\bar {x}}_{\mathrm {bikv} }\leq \max(x_{1},\ldots ,x_{n}).}